# S.E.X. Appeal
S.E.X. Appeal – niemiecka grupa muzyczna eurodance/pop.
Zespół został utworzony na początku 1996 roku przez Lyane Leigh i Richarda Michaela Smitha, po tym jak rozstali się pod koniec 1995 roku z producentem Davidem Brandesem, z którym tworzyli formację E-Rotic.
Ich pierwszy singel zatytułowany "Voulez Vous Coucher Avec Moi" został zaprezentowany w dyskotece "Fun" w Monachium. Na koncercie, który trwał 40 minut zaprezentowali również "Come On Baby" i przeróbkę nagrania George-a Michaela "I Want Your Sex". W 1997 roku zespół przestał chwilowo istnieć ponieważ Richard dołączył do zespołu Magic Affair. Reaktywacja grupy nastąpiła kiedy Lyane poznała Gino Gilliana z Singapuru. Wspólnie wydali drugi singel pod szyldem S.E.X. Appeal: "Life Goes Up - Life Goes Down". W lutym 1998 roku został wydany przez niemiecką firmę Jupiter Records trzeci singel "Dirty Talk". W sierpniu 1998 roku grupa wydała czwarty singel "Sex Is A Thrill With The Pill" wydany przez 69 Records i Jupiter Records, a także w Japonii przez Toshiba-EMI i w krajach skandynawskich i Rosji przez Sony. Singel "Hanky Spanky" został wydany w lipcu 1999 roku przez firmę 3H Music Production, którą założyła Lyane razem ze swoim bratem Thijsem. 

## Dyskografia

### Single
- 1996 Voulez Vous Coucher Avec Moi
- 1997 Life Goes Up-Life Goes Down
- 1997 Dirty Talk
- 1998 Sex Is A Thrill With The Pill
- 1998 Hanky Spanky
- 1999 Manga Maniac
- 2004 Do You Love Me
- 2006 Fragile Love
- 2007 Let Me Feel Your Sexappeal
- 2007 Sensuality
- 2008 Voodoo Queen

### Albumy
- 1999 Peeping Tom
- 2007 Sensuality
- 2008 Sensuality - The Remix Album